# Roger Guerreiro
Roger Guerreiro, född 25 maj 1982 i São Paulo, Brasilien, mer känd som Roger, är en naturaliserad polsk fotbollsspelare som spelar som mittfältare för Aris Limassol.
Han fick polskt medborgarskap den 17 april 2008.